# 前鄉站
前鄉站（日语：／ Maegou eki */?）是位於秋田縣由利本莊市前鄉，由利高原鐵道的鳥海山麓線車站。

## 歷史
- 1922年（大正11年）8月1日：橫莊鐵道（日语：横荘鉄道）車站啟用，當時位於由利郡（日语：由利郡）東瀧澤村（日语：東滝沢村）。當時是橫莊鐵道西線的終點站。
- 1937年（昭和12年）
  - 9月1日：橫莊鐵道被國有化，成為鐵道省矢島線車站。
  - 12月15日：矢島線延長至西瀧澤站。
- 1949年（昭和24年）6月1日：日本國有鐵道成立。
- 1971年（昭和46年）10月1日：成為業務委託車站和結束貨物起卸業務[1]。
- 1972年（昭和47年）：撒走交會設備[2]。
- 1985年（昭和60年）10月1日：由利高原鐵道接管矢島線，成為由利高原鐵道鳥海山麓線車站。同時再次加設列車交會設備[2]。
- 2003年（平成15年）12月26日：車站大樓翻新[3]。

## 車站構造
此站是地面車站，設有2面2線的相對式月台。在國鐵矢島線時代末期廢除列車交會設備。由第三部門鐵路公司接管後，由於列車班次增加，因此月台從1面1線增設至2面2線月台，再次可以進行列車交會。此站是職員配置車站。此站沒有所屬車站職員。

### 月台
| 月台 | 路線        | 方向         |
| ---- | ----------- | ------------ |
| 1    | ■鳥海山麓線 | 羽後本莊方向 |
| 2    | ■鳥海山麓線 | 矢島方向     |

## 使用狀況
| 1日上落車人次 | 1日上落車人次 |
| 年度          | 1日平均人次   |
| ------------- | ------------- |
| 2011年        | 205           |
| 2012年        | 241           |
| 2013年        | 214           |
| 2014年        | 241           |
| 2015年        | 180           |
| 2016年        | 174           |
| 2017年        | 161           |
| 2018年        | 146           |

## 車站周邊
- 秋田縣道171號前鄉停車場線（日语：秋田県道171号前郷停車場線）
  - 秋田縣道293號西瀧澤館線（日语：秋田県道293号西滝沢館線）
- 由利本莊市政廳 由利綜合分所（舊・由利町（日语：由利町）公所）
- 由利郵局（日语：由利郵便局）
- 羽後信用金庫（日语：羽後信用金庫）由利分店
- 秋田新生農業協同組合（日语：秋田しんせい農業協同組合）由利分店
- 由利本莊市立由利小學
- 由利本莊市立由利中學（日语：由利本荘市立由利中学校）
- 由利福祉健康中心

## 其他
此站是一個閉塞方式改變的邊界。來自羽後本莊一方的到達列車（下行）會在此站領取單票，來自矢島一方的到達列車（上行）會在此站領取電氣路籤。此站會設有車站職員經常當值，以進行交換單票和電氣路籤。

## 相鄰車站
由利高原鐵道
鳥海山麓線
曲澤－前鄉－久保田

## 注腳
1. ↑  “陳情攻勢で“無人化”が後退 秋鉄局 日中だけ駅員配置 ただし本年度いっぱい” 秋田魁新報 (秋田魁新報社): p12. (1971年9月29日 朝刊)
2. 1 2 3  “久保田駅など工事完成 鳥海山ろく線 前郷駅も交差復活” 秋田魁新報 (秋田魁新報社): p3. (1985年9月29日 朝刊)
3. ↑  . RAIL FAN (鐵道友之會). 2004-03-01, 51 (3): 24 （日语）.
4. ↑  書籍《国鉄全線各駅停車3 奥羽・羽越400駅》（小學館，1984年）177頁。
5. ↑  国土数値情報(駅別乗降客数データ)2011-2015年  （页面存档备份，存于）（日語） - 國土交通省，2020年8月30日參閲
6. ↑  国土数値情報(駅別乗降客数データ)  （页面存档备份，存于）（日語） - 國土交通省，2020年9月12日參閲

## 外部連結
- 前鄉站 （页面存档备份，存于）（日語）（各站資訊） - 由利高原鐵道